# 바첼 린지

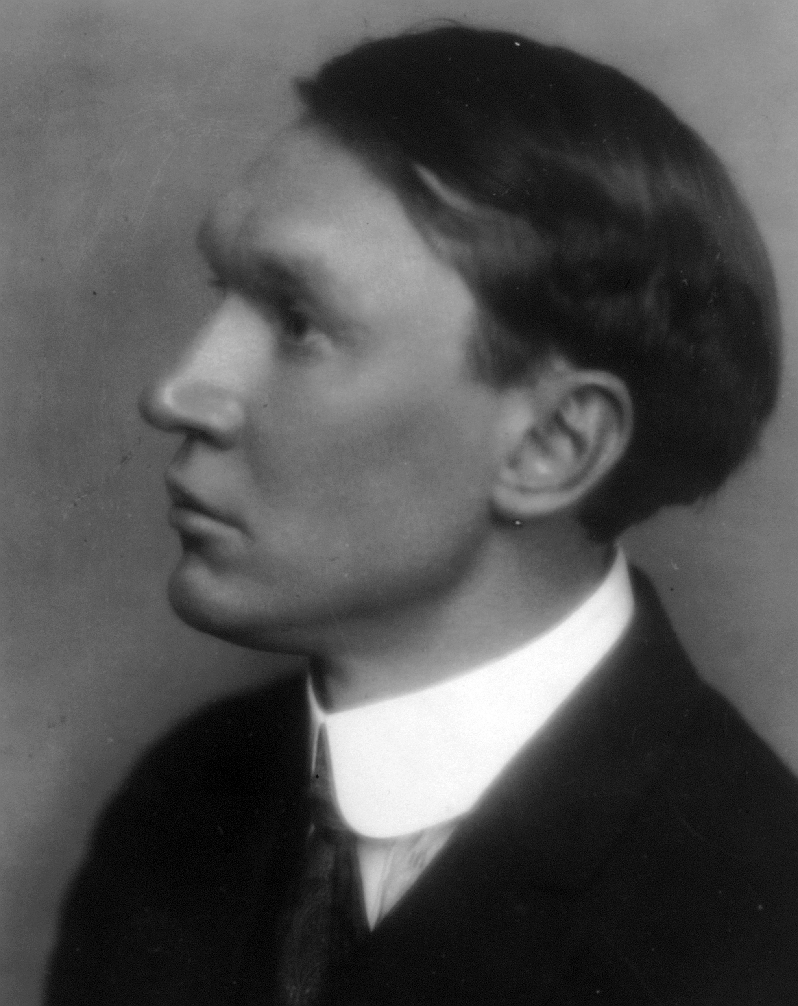

바첼 린지(Vachel Lindsay, 1879년 11월 10일 ~ 1931년 12월 5일)은 미국의 시인이다.

## 생애
일리노이주 태생. 흑인에 대한 깊은 이해를 가지고, 또한 흑인들의 색채가 풍부한 표현이나 공상적인 미신, 기묘하게 끊겼다 이어졌다 하는 음악 등에서 영향을 받았다. <부츠 장군 천국에 들어가다>(1913년)가 <포이트리>지(誌)에 게재되어 주목을 끌고, <콩고강(江), 그 밖의 시>(1914년), <중국의 나이팅게일>(1915년) 등에서 민중의 마음을 리드미컬하게 노래하여 유명하게 된 이색적인 민중시인이다.